# Condado de Russell (Kentucky)
El condado de Russell (en inglés: Russell County), fundado en 1792, es uno de 120 condados del estado estadounidense de Kentucky. En el año 2000, el condado tenía una población de 16,315 habitantes y una densidad poblacional de 25 personas por km². La sede del condado es Jamestown.

## Geografía
Según la Oficina del Censo, el condado tiene un área total de 733 km² (283 mi²), de la cual 658 km² (254,1 mi²) es tierra y 75 km² (29,0 mi²) (10.36%) es agua.

### Condados adyacentes
- Condado de Casey (norte)
- Condado de Pulaski (noreste)
- Condado de Wayne (este)
- Condado de Clinton (sur)
- Condado de Cumberland (suroeste)
- Condado de Adair (oeste)

## Demografía
Según la Oficina del Censo en 2000, los ingresos medios por hogar en el condado eran de $22,042, y los ingresos medios por familia eran $27,803. Los hombres tenían unos ingresos medios de $24,193 frente a los $18,289 para las mujeres. La renta per cápita para el condado era de $13,183. Alrededor del 24.30% de la población estaban por debajo del umbral de pobreza.

## Localidades
- Jamestown
- Russell Springs